# 迪威特 (加利福尼亞州馬林縣)
迪威特（英語：Dewitt）是位於美國加利福尼亞州馬林縣的一個非建制地區。該地的面積和人口皆未知。

## 地理
迪威特的座標為38°04′04″N 122°32′23″W / 38.06778°N 122.53972°W，而該地的平均海拔高度為11米（即36英尺）。